# Crhov
Obec Crhov se nachází v okrese Blansko v Jihomoravském kraji, asi kilometr jihovýchodně od města Olešnice. Žije zde 172 obyvatel.

## Název
Jméno vesnice bylo odvozeno od osobního jména Crha, což byla hlásková úprava jména Cyril. Význam místního jména byl "Crhův majetek".

## Historie
První písemná zmínka o obci pochází z roku 1353, kdy Crhov náležel vladykovi Jindřichu z Drnovic. V polovině 15. století vlastnili obec vladykové z Herštejna, od nichž koncem roku 1496 přešla do vlastnictví pánů z Pernštejna, odtud koncem 16. století do panství kunštátského.
Pravděpodobně již v polovině 14. století zde existovala tvrz, výslovně zmiňovaná roku 1486, kdy ves a tvrz Crhov s dvorem vlastnil Jan Děvečka z Herštejna. Tvrz se nacházela na západním (dolním) konci obce, v místech domů č. p. 30, 31 a 63. V zahradě za domem č. p. 28 se dodnes dochovaly stopy mělkého příkopu.

## Pamětihodnosti
- Krucifix – na návsi
- Vodní mlýn – č. p. 1

## Galerie

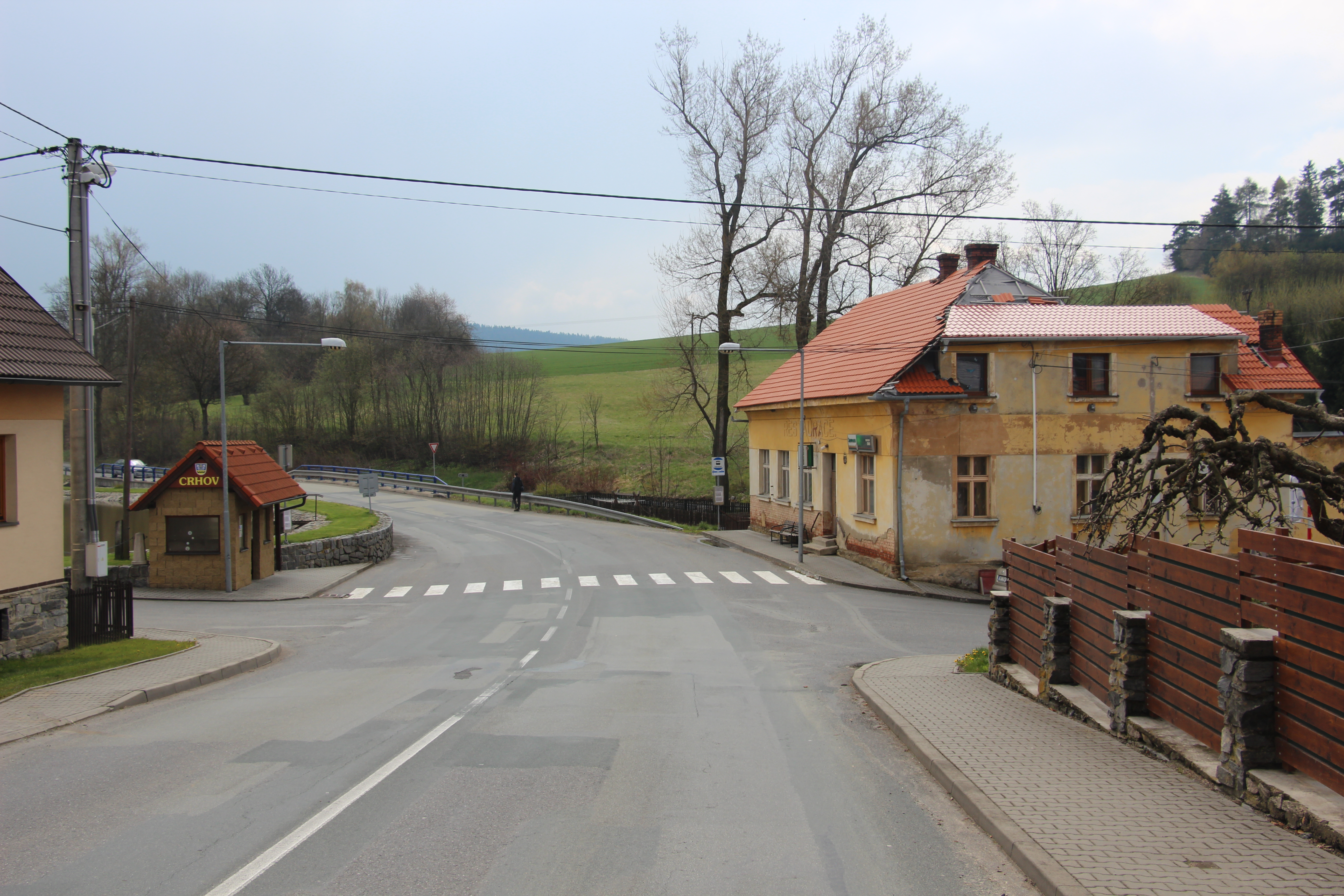
Severní část obce
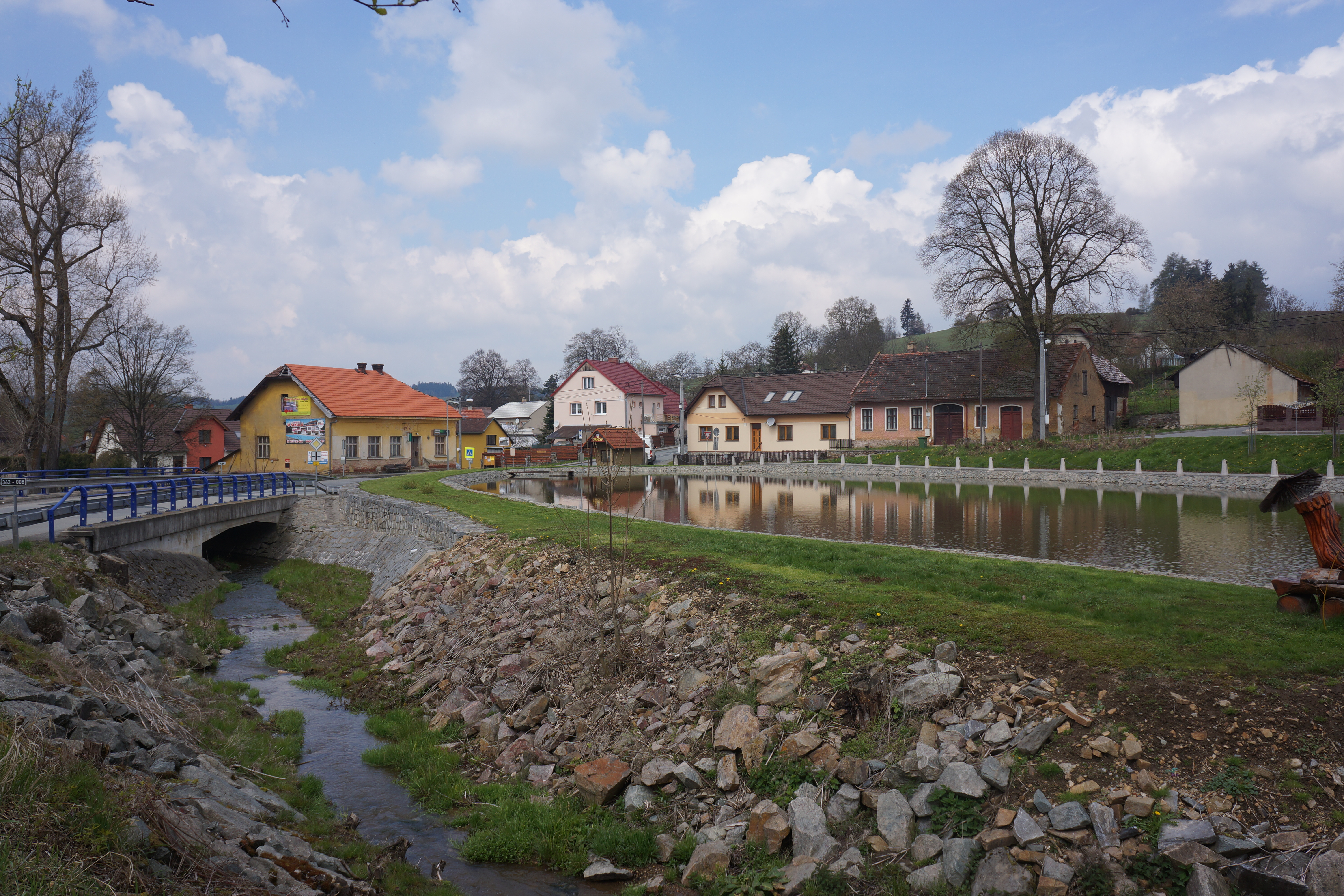
Rybník v severní části obce
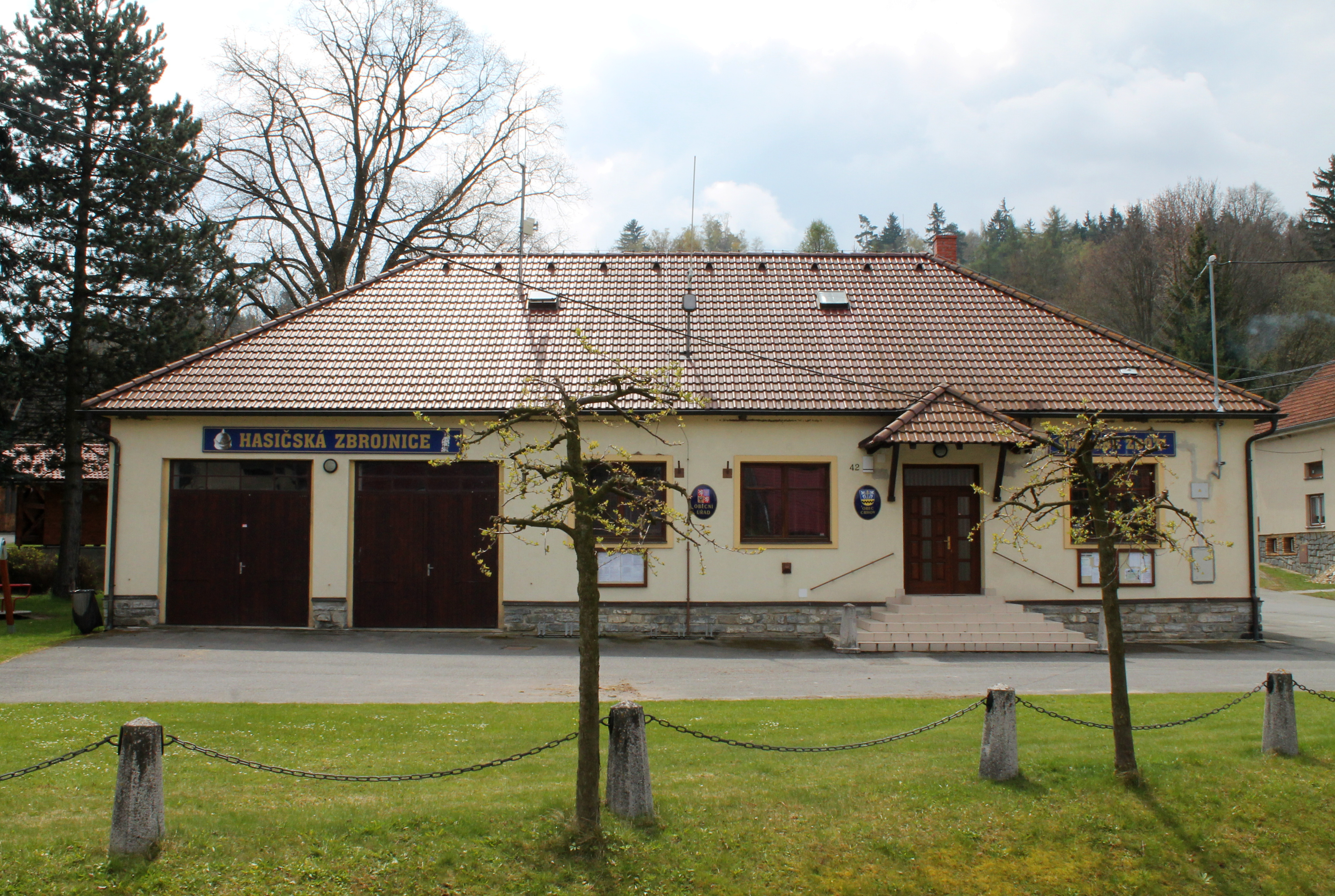
Hasičská zbrojnice a obecní úřad
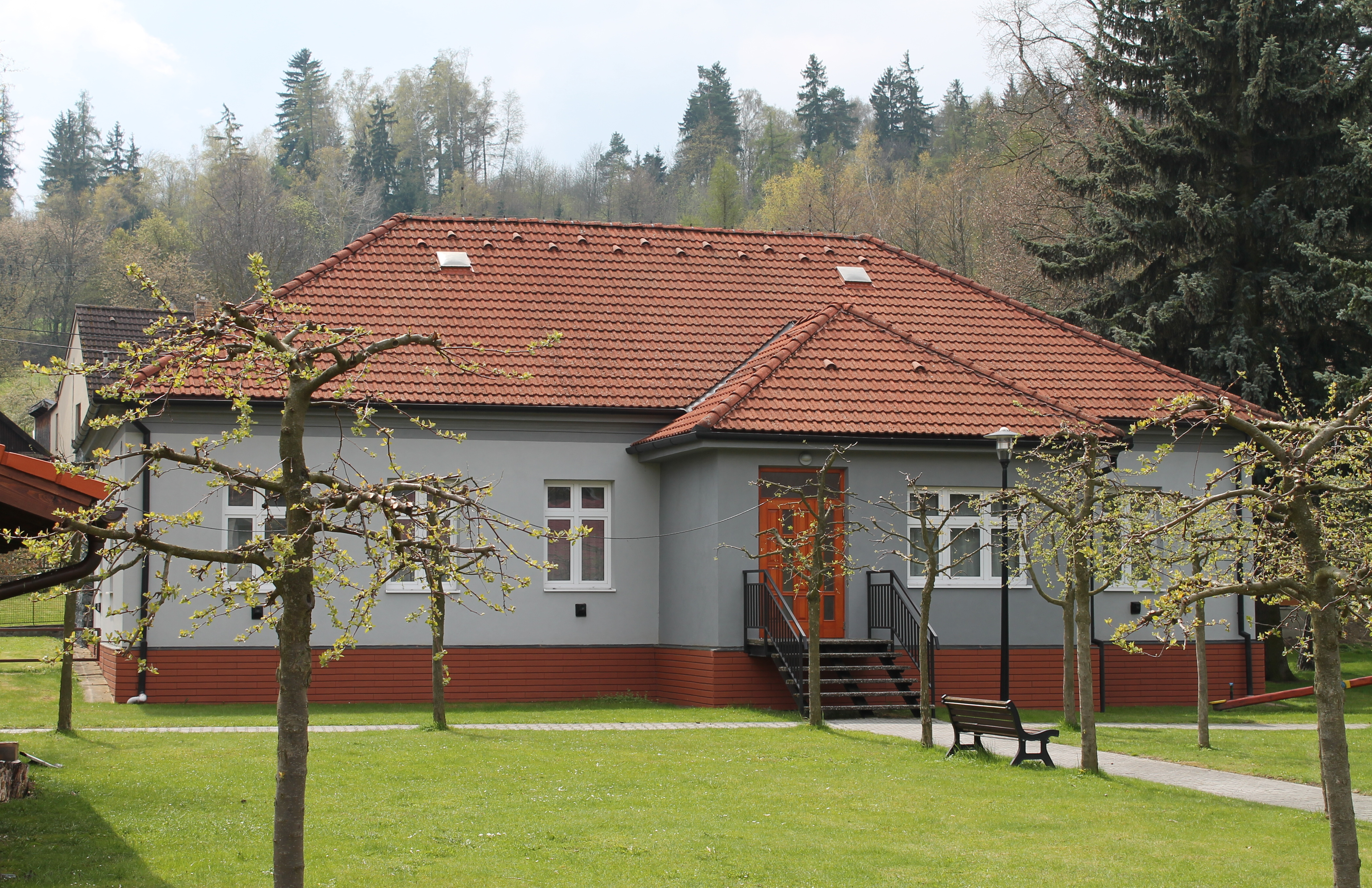
Bývalá základní škola
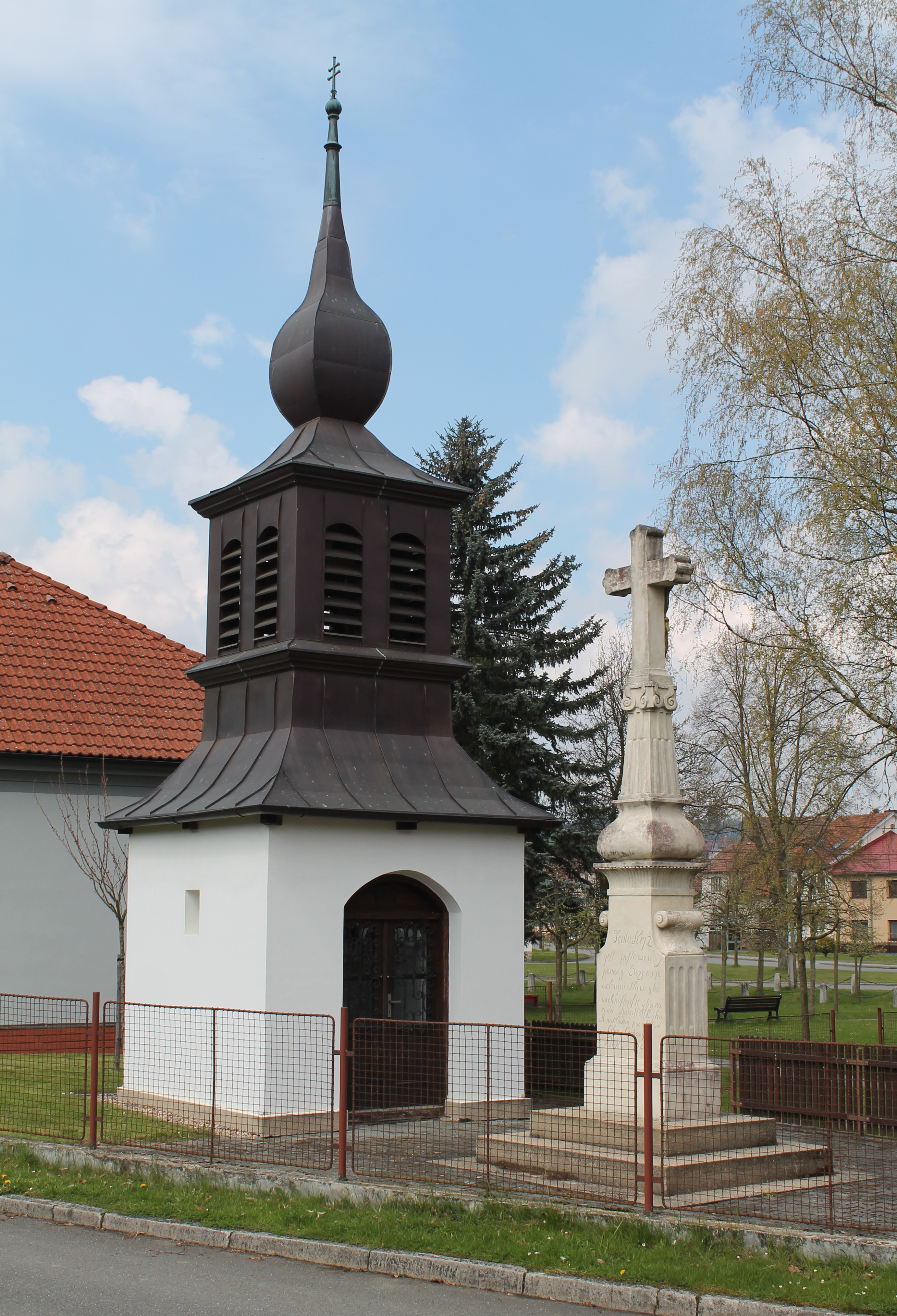
Zvonice s křížem
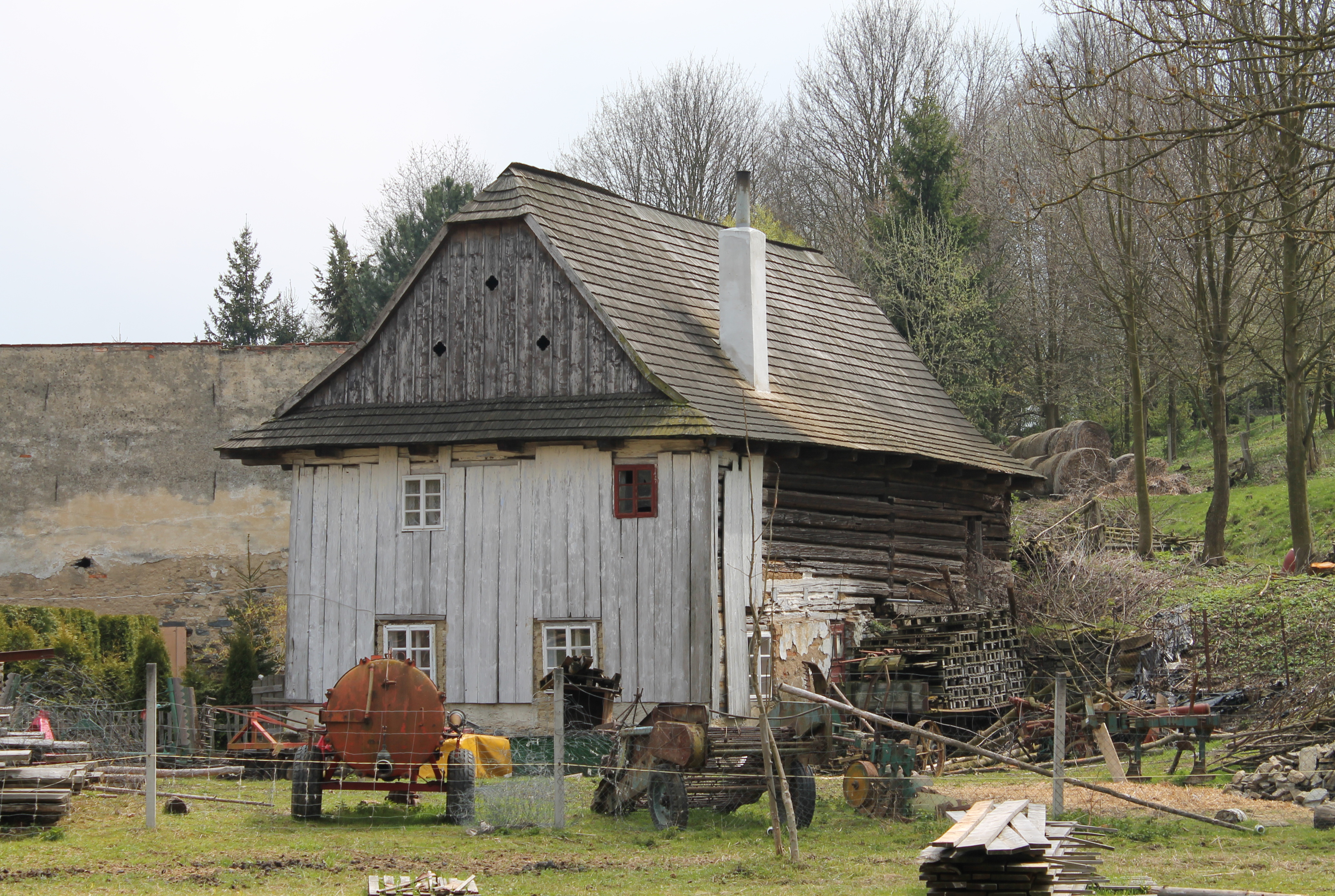
Bývalý vodní mlýn
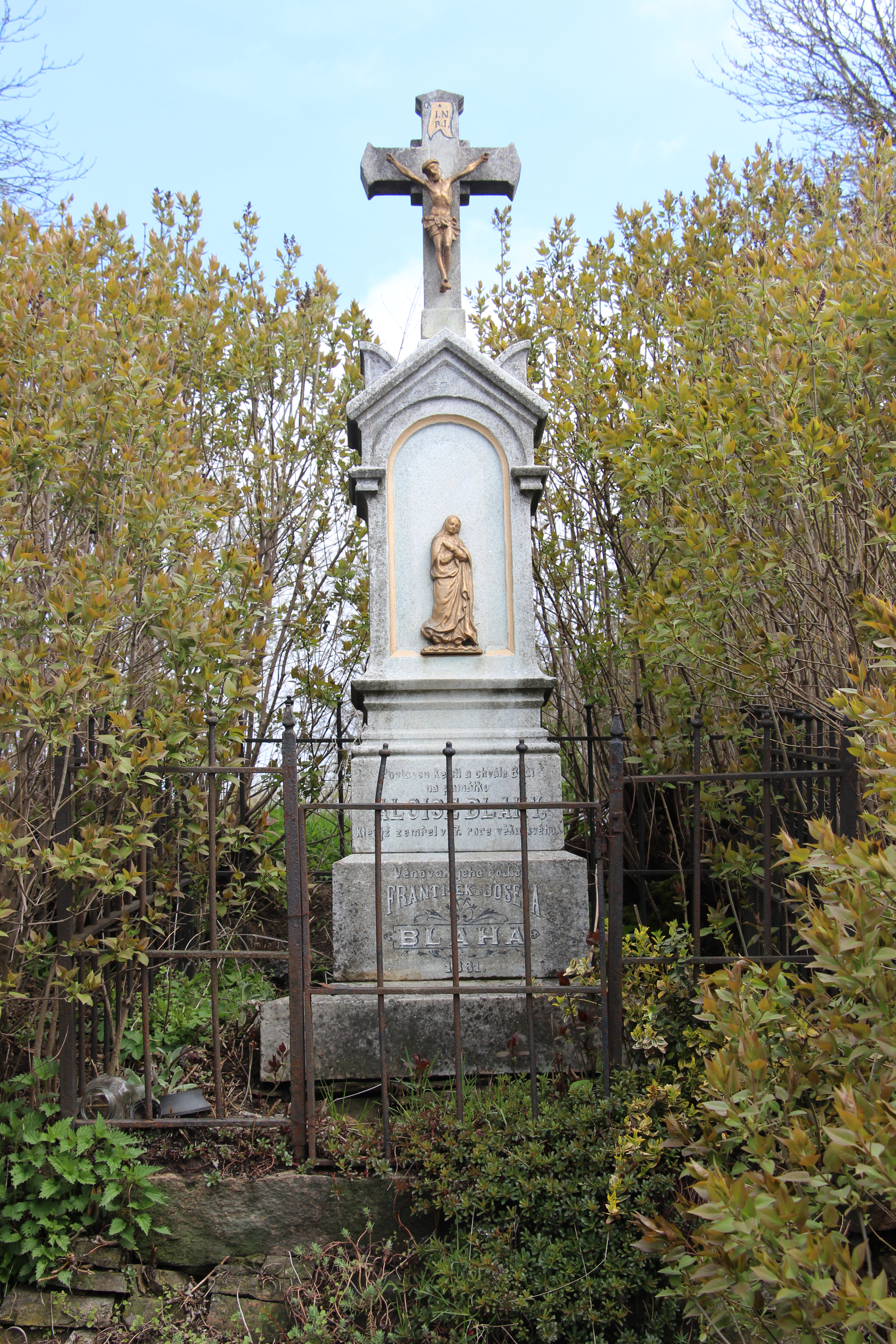
Kříž u silnice